# Bongiovanni Fissiraga
Bongiovanni Fissiraga (... – 8 novembre 1289) è stato un vescovo cattolico italiano.

## Biografia
Appartenente alla nobile famiglia lodigiana dei Fissiraga, di parte guelfa, fu nominato vescovo di Lodi il 9 gennaio 1252 da papa Innocenzo IV, divenendo così il primo vescovo dopo l'interdetto decennale che aveva colpito la Diocesi.
L'opera pastorale del Fissiraga si concentrò sul ripristino delle strutture ecclesiastiche soppresse: accolse a Lodi i Francescani affidando loro la chiesa di San Nicolò dei Pocalodi (in seguito abbattuta e sostituita dalla chiesa di San Francesco, eretta su iniziativa di suo nipote Antonio) e i Domenicani.
Durante il suo episcopato proseguirono gli scontri con Milano, all'epoca retta dall'arcivescovo ghibellino Ottone Visconti. Il Fissiraga, forte dell'appoggio papale, ricevette importanti incarichi e, secondo l'uso dell'epoca, contribuì al rafforzamento e all'arricchimento della sua famiglia.
Morì nel 1289, probabilmente l'8 novembre, e fu sepolto nella chiesa di San Francesco.